# Sèchenat
Der Sèchenat ist ein knapp drei Kilometer langer linker Zufluss der Mosel im Département Vosges, der zur Gänze im Gemeindegebiet von Bussang verläuft.

## Geographie

### Verlauf
Der Sèchenat entspringt in den Vogesen auf einer Höhe von etwa 1100 m am Fuße der Large Tête. Er fließt zunächst in nördlicher Richtung durch ein bewaldetes Tal und biegt dann vor Chalet du Sèchenat nach Westen ab. Hier speist ihn auf seiner linken Seite die Goutte Devant. Der Sèchenat fließt nun in nordwestlicher Richtung und mündet schließlich auf einer Höhe von etwa 673 m beim Ort Taye in die Mosel.

### Zuflüsse
- Goutte Devant (links)